# Unsinnspoesie
Der Ausdruck Unsinnspoesie bezeichnet die Gesamtheit autorisierter oder mündlich überlieferter poetischer Literatur ohne einen anderen erkennbaren Sinn als den des Spiels, des feinen und groben Scherzes oder des Unsinns (man vergleiche auch: komische Lyrik, Nonsensgedichte). 
Die konkrete Poesie oder auch visuelle Poesie gehören nicht unbedingt hierher, denn Sinn der konkreten Poesie ist u. a., sich selbst darzustellen. Die Unterschiede bei den „konkreten Poeten“ aber sind so groß, dass dies wiederum nicht für alle gilt. Ernst Jandls Texte, die gelegentlich missverstanden werden dürften, haben oft einen handfesten Sinn, sind sogar politisch oder antimilitaristisch orientiert.
Unsinnspoesie hat in der kindlichen Reimwelt ihren Ursprung, findet häufig in Wortspielen einen Ausdruck und kommt ebenso in der gehobenen Dichtung zur Blüte wie z. B. im Drama der Romantik.
Unsinns-, Ulk- und Scherzdichtung fand gedruckt in den Fliegenden Blättern des 19. Jahrhunderts große Verbreitung.
Zu den Spielarten der Unsinnspoesie zählt man:
- Abecedarius
- Abzählreime
- Bonifazius Kiesewetter
- Clerihew
- Dunkel war’s, der Mond schien helle
- Fatrasie
- Klapphornverse
- Leberreime
- Limericks
- Moritaten
- Palindrome
- Parodien
- Schüttelreime
- Zungenbrecher

## Autoren
In der Schaffung von Unsinnspoesie ragen folgende Autoren heraus:
- Hans Arp
- Kurt Bartsch
- Ludwig Eichrodt
- Heinz Erhardt
- Robert Gernhardt
- Georg Greflinger
- Insterburg & Co.
- Ernst Jandl
- Hans Manz
- Christian Morgenstern
- Erich Mühsam
- Joachim Ringelnatz
- Friedrich Rückert
- Gerhard Rühm
- Schobert und Black
- Kurt Schwitters
- Hansgeorg Stengel
- Ludwig Tieck
- Johannes Trojan
- Karl Valentin